# Olympische Sommerspiele 1976/Teilnehmer (Südkorea)
| Gelbes Symbol für Goldmedaillen mit stilisierten Olympischen Ringen | Graues Symbol für Silbermedaillen mit stilisierten Olympischen Ringen | Braundes Symbol für Bronzemedaillen mit stilisierten Olympischen Ringen |
| ------------------------------------------------------------------- | --------------------------------------------------------------------- | ----------------------------------------------------------------------- |
| 1                                                                   | 1                                                                     | 4                                                                       |

Südkorea nahm an den Olympischen Sommerspielen 1976 in Montreal mit einer Delegation von 50 Athleten (38 Männer und 12 Frauen) an 27 Wettkämpfen in fünf Sportarten teil.
Die südkoreanischen Athleten gewannen je eine Gold- und eine Silbermedaille sowie vier Bronzemedaillen. Olympiasieger wurde der Freistilringer Yang Jung-mo im Federgewicht. Die Goldmedaille bedeutete den ersten Olympiasieg eines südkoreanischen Athleten bei Olympischen Spielen.

## Teilnehmer nach Sportarten

### Boxen
- Park Chan-hui
Halbfliegengewicht: im Viertelfinale ausgeschieden

- Kim Jeong-cheol
Fliegengewicht: in der 1. Runde ausgeschieden

- Hwang Cheol-sun
Bantamgewicht: im Viertelfinale ausgeschieden

- Choi Chung-il
Federgewicht: im Viertelfinale ausgeschieden

- Park Tae-sik
Halbweltergewicht: in der 1. Runde ausgeschieden

- Kim Ju-seok
Weltergewicht: in der 1. Runde ausgeschieden

### Judo
- Chang Eun-kyung
Leichtgewicht: Silber

- Lee Chang-seon
Halbmittelgewicht: 5. Platz

- Park Young-chul
Mittelgewicht: Bronze

- Cho Jea-ki
Halbschwergewicht: 5. Platz
Offene Klasse: Bronze

### Ringen
- Lee In-chang
Halbfliegengewicht, griechisch-römisch: in der 2. Runde ausschieden

- Baek Seung-hyeon
Fliegengewicht, griechisch-römisch: 8. Platz

- An Han-yeong
Bantamgewicht, griechisch-römisch: in der 2. Runde ausschieden

- Choi Gyeong-su
Federgewicht, griechisch-römisch: in der 3. Runde ausschieden

- Kim Hae-myeong
Leichtgewicht, griechisch-römisch: in der 4. Runde ausschieden

- Kim Hwa-gyeong
Halbfliegengewicht, Freistil: 5. Platz

- Jeon Hae-seop
Fliegengewicht, Freistil: Bronze

- Jeong Yun-ok
Bantamgewicht, Freistil: in der 3. Runde ausschieden

- Yang Jung-mo
Federgewicht, Freistil: Gold

- Go Jin-won
Leichtgewicht, Freistil: in der 3. Runde ausschieden

- Yu Jae-gwon
Weltergewicht, Freistil: in der 4. Runde ausschieden

### Schießen
- Park Jong-gil
Schnellfeuerpistole 25 m: 15. Platz

- Choi Chung-seok
Kleinkalibergewehr liegend 50 m: 57. Platz

- Lee Gyun
Kleinkalibergewehr liegend 50 m: 64. Platz

- Lee Seung-gyun
Skeet: 22. Platz

- Park Do-geun
Skeet: 61. Platz

### Volleyball
Männer
- 6. Platz
Jo Jae-hak
Jeong Mun-gyeong
Gang Man-su
Kim Chung-han
Kim Geon-bong
Lee In
Lee Hui-won
Lee Chun-pyo
Lee Seon-gu
Lee Yong-gwan
Im Ho-dam
Park Gi-won

Frauen
- Bronze 
Lee Soon-bok
Yu Jung-hyae
Byon Kyung-ja
Lee Soon-ok
Baik Myung-sun
Chang Hee-sook
Ma Kum-ja
Yoon Young-nae
Yu Kyung-hwa
Park Mi-kum
Jung Soon-ok
Jo Hae-chung